# Vincenza Fabbri
Vincenza Fabbri, talvolta indicata come Vincenzia e Fabri (fl. XVII secolo), è stata una pittrice italiana della scuola di Elisabetta Sirani.

## Biografia
Poco si sa di questa pittrice attiva a Bologna intorno al 1680.
Secondo le fonti storiche, al pari di alcune sue colleghe – tra cui figurano Veronica Franchi, Lucrezia Scarfaglia, Ginevra Cantofoli e Maria Elena Panzacchi (allieva del Taruffi) – Vincenza Fabbri non proveniva da una famiglia di artisti e poté studiare disegno e pittura solo grazie alla scuola femminile di pittura di Elisabetta Sirani, un unicum nel panorama artistico dell'epoca.
Parte da qui Adelina Modesti per ipotizzare che potrebbe trattarsi di una parente di un committente della Sirani stessa, tra cui figurano Francesco e Achille Fabri, o di un membro di una certa famiglia Fabri che si occupava di editoria a Bologna.
Se a inizio anni 2000 Babette Bohn sembra a sua volta avvalorare con entusiasmo questa ipotesi dell'apprendistato basata sulle fonti storiche, nelle sue ricerche più recenti è più prudente: considera che per Vincenza Fabbri, Lucrezia Bianchi e Veronica Franchi possa «essere plausibile abbiano lavorato con Sirani, basandosi sulla loro cronologia, ma l'assenza di qualunque opera e la scarsità di informazioni rende questi legami impossibili da confermare.» Ancora più scettica risulta la scheda biografica redatta negli anni 2020 dal Centro di documentazione sulla storia delle donne artiste in Europa dal Medioevo al Novecento, che rileva l'incompatibilità tra l'anno in cui apparentemente fiorì e la data di morte della Sirani, il 1665.
Probabilmente Vincenza Fabbri fu una pittrice minore rispetto ad altre professioniste vissute nel XVII secolo. È un'epoca in cui sono documentate pochissime donne artiste, la maggior parte delle quali frequentò appunto la bottega delle donne bolognese riuscendo a imporsi come pittrici nonostante l'ambiente sfavorevole e un periodo storico in cui il mestiere era considerato "maschile". È descritta da Gaetano Giordani come un'imitatrice dello stile della celebre "maestra", di cui cercava di riprodurre il colorito.
Dipinse soprattutto soggetti religiosi e ricevette alcune commissioni pubbliche.
Antonio Masini e Luigi Crespi ricordano tra le sue opere una Concezione della Beata Vergine dipinta per il senatore Isolani e un Sant'Ansano per gli accademici coristi che lo esponevano il giorno del patrono.
Caduta nell'oblio, «siamo privi di quelle memorie che potrebbero accrescerli maggiore fama al suo nome» come ricorda Marcello Oretti. Le due sue opere documentate sono ancora in fase di studio.

### Fonti storiche
- Antonio di Paolo Masini, Bologna perlustrata. Con aggiunta inedita del 1690, eredi di Vittorio Benacci, 1690. Ripubblicata in A. Arfelli, "Bologna perlustrata" di Antonio di Paolo Masini e l'"Aggiunta" del 1690, in L'Archiginnasio, LII, 1957, p. 234.
- Gaetano Giordani, Notizie delle donne pittrici di Bologna, Bologna, Tipografia Nobili & C., 1832,  p. 14.
- Baldassarre Carrati, Memorie di artisti bolognesi, B. 970, 47, 76, n.d. (XVIII secolo).
- Marcello Oretti, Manoscritto B 129, in Notizie de' professori di dissegno cioè pittori scultori ed architetti bolognesi, parte VI,  p. 126. URL consultato il 10 maggio 2024 (archiviato dall'url originale il 4 agosto 2021). Versione alternativa senza pagina diretta.
- Luigi Crespi, Vite de' pittori Bolognesi non descritte nella Felsina pittrice, Roma, Stamperia di Marco Pagliarini, 1769,  p. 76, SBN RMRE001937.